# Dukuh (Ngargoyoso)
Dukuh is een bestuurslaag in het regentschap Karanganyar van de provincie Midden-Java, Indonesië. Dukuh telt 1823 inwoners (volkstelling 2010).